# Cronaca nera e musica leggera
Cronaca nera e musica leggera è il secondo EP dei Ministri, pubblicato il 14 maggio 2021 per Woodworm (vinile) e Universal (streaming). L'artwork dell'album è un omaggio allo stile di Bruno Munari impiegato nelle copertine dei libri della casa editrice Einaudi. In versione fisica le quattro tracce sono state pubblicate solamente in vinile; successivamente sono state inserite anche in coda al CD dell'album Giuramenti, che contiene nove tracce prodotte nella stessa sessione di registrazione dell'EP.

## Tracce
1. Peggio di niente – 2:55
2. Bagnini – 3:25
3. Inferno – 3:47
4. Cronaca nera e musica leggera – 3:31

Durata totale: 13:38

## Formazione
- Davide Autelitano – voce, basso
- Federico Dragogna – chitarra, voce
- Michele Esposito – batteria